# MURASH
株式会社MURASH（ムラッシュ）は、日本の芸能プロダクション。2021年11月19日より東京都港区南青山から、神奈川県川崎市中原区へ移転。

## 沿革
2015年、「幅広いタレントを取扱う総合芸能プロダクションを目指して行く」として、元日本航空社員であった辻村先により創業。
2016年4月1日、所属タレントのsalukuデビューミニアルバム『Lots of love』を発売。
2016年1月27日、募集していた会社ロゴマークデザインが決定。
2017年2月17日、同年に所属開始した加藤純一のライブ『くっちゃべ』を開催。
2020年1月10日 、所属タレントのYOKOがNHKさいたま放送局の『スーパーチャンプMOVIE 』に世界一の口笛奏者として出演。
2021年7月31日、加藤純一と双方合意の上、タレント専属契約を解消。
2021年8月1日、加藤純一とのマネジメント業務委託を締結し、加藤純一個人の活動を全面的にバックアップすると発表。

## 所属タレント
- 加藤純一 (業務提携)[5]
- saluku（サルク）[5]
- Pooちゃん[5]
- おかだくん[5]
- YOKO[5]
- 海野 名津紀（けんぴ。ちゃん）[5]